# Trazos (álbum de Lila Downs)
Trazos es el segundo álbum de estudio de la cantante mexicana Lila Downs, previo a su carrera internacional. Fue lanzado en 1998 los temas incluidos en este álbum son una colección de canciones tradicionales oaxaqueñas y temas previos que se incluirían en sus álbumes La sandunga, Árbol de la vida y La línea, también contiene versiones instrumentales de danzones como Almendra y el Mambo # 8 además de una cumbia en maya, Lila Downs grabó este álbum de forma independiente con el apoyo del Instituto Oaxaqueño de las Culturas  entre 1997 y 1998 ya que realizó una extensa compilación de temas del repertorio tradicional mexicano.
Este disco no tuvo difusión de forma masiva ni promoción a través de sencillos ya que se editaron un número escaso de copias que se distribuyeron parcialmente en el Estado de Oaxaca y en la Ciudad de México. Actualmente este álbum se encuentra descatalogado y ya no forma parte de la discografía oficial de Lila Downs pero se puede adquirir en formato digital.

## Lista de canciones
| #   | Título                                                |      |
| --- | ----------------------------------------------------- | ---- |
| 1.  | "Bésame mucho" (Consuelo Velásquez)                   | 6:27 |
| 2.  | "Quinto patio" (Manuel R. Piña)                       | 4:09 |
| 3.  | "Perfume de gardenias" (Rafael Hernández Marín)       | 2:45 |
| 4.  | "La malagueña salerosa" (Elpidio Ramírez/ P. Galindo) | 4:52 |
| 5.  | "Almendra" (Anónimo)                                  | 6:21 |
| 6.  | "Un poco más" (Álvaro Carrillo)                       | 4:14 |
| 7.  | "Arenita azul" (Tradicional)                          | 3:42 |
| 8.  | "Estrellita " (Anónimo)                               | 5:16 |
| 9.  | "Arráncame la vida" (María Teresa Lara)               | 2:49 |
| 10. | "Mambo no. 8" ( Dámaso Pérez Prado)                   | 3:08 |
| 11. | "La niña" (Lila Downs)                                | 2:53 |
| 12. | "Sale sobrando" (Lila Downs/Paul Cohen)               | 3:39 |
| 13. | "Hanal weech (Cumbia maya)" (Rafael Hernández Marín)  | 2:23 |